# Campylandra urotepala
Campylandra urotepala är en sparrisväxtart som först beskrevs av Hand.-mazz., och fick sitt nu gällande namn av M.N.Tamura, S.Yun Liang och Nicholas J. Turland. Campylandra urotepala ingår i släktet Campylandra och familjen sparrisväxter. Inga underarter finns listade i Catalogue of Life.